# توغاي مرجان
توغاي مرجان (بالتركية: Tugay Mercan)‏ ممثل تركي ولد في اسطنبول بـ10 ديسمبر 1982.

## حياته الشخصية
ولد في إسطنبول في 10 ديسمبر 1982، تخرج من القسم المسرحي في جامعة الخليج، بدأ تمثيله على مسرح بلدية باكركوي عندما كان يدرس في الجامعة، شارك في مسلسل الصامتون بشخصية زكي عام 2012.

## أعماله التلفزيونية
- الصامتون (2012)
- المدينة المفقودة (2012)
- تتار رمضان (2013)
- العشق (2013)
- لن أتخلى أبداً (2015)
- السلطانة قسم (2017)
- ابنتي (2018-2019)
- عزيزة (2019)